# إسكان المحروسة
إسكان المحروسة يقع في منطقة النهضة في مدينة السلام في محافظة القاهرة الواقعة في مصر، تعتبر من إحدى المشاريع للقضاء على المناطق العشوائية، تم إفتتاح المنطقة نوفمبر 2019، حيث أن التكلفة االمشروع الإجمالية 600 مليون جنيه، يضم نحو 4776 وحدة سكنية، لخدمة سكان المناطق العشوائية غير الآمنة، يستهدف المشروع إسكان 24  ألف نسمة من سكان منطقة أبو رجيلة بترعة الطوارئ العشوائية غير الآمنة، والمدرجة تحت درجة الخطورة الثانية.

## المحروسة 1
تم إقامة المشروع في منطقة النهضة على مساحة 33 فدان، تم الإنتهاء من المشروع في 2018 ، تشمل 132 عمارة سكنية 1816 ،وحدة سكنية.
بالإضافة إلى وجود عدد من الخدمات مثل مجمع ملاعب على مساحة 3500 متر مربع، ومدرسة إعدادي وثانوي، بالإضافة إلى عدد من معارض تجارية، والمساحات خضراء، وعدد من الاستراحات والبندورات.

### الموقع
- من الشمال: المصنع الحربي .
- من الشرق: مدينة النهضة.
- من الغرب: نهر النيل طريق بلبيس القاهرة الصحراوي.
- من الجنوب: مدينة النهضة.

## المحروسة 2
يقام المشروع في منطقة بجانب ستاد السلام على مساحة 18 فدان، تشمل 67 عمارة سكنية، 1608 وحدة سكنية، مساحة الوحدة الواحدة 76 مترا مربعا، مقسمة إلي غرفتين وصالة ومطبخ وحمام، بالإضافة إلى 2500 متر مناطق خدمية.

## خدمات
يوجد داخل المنطقة مسجد، ومستشفى، وحضانة ومدرسة ابتدائي وإعدادي وثانوي عام، ويوجد حديقة أطفال، ومركز تجاري، ومركز ثقافي، وقاعة سينما، وقاعة متعددة الأغراض، ودار لرعاية الأيتام وذوي الاحتياجات الخاصة، ودار لرعاية المسنين، ومنطقة الورش والحرفيين".